# Мамулов Степан Соломонович
Степан Соломонович Мамулов (1902, Тифліс, тепер Тбілісі, Грузія — 26 вересня 1976) — заступник міністра внутрішніх справ СРСР, співробітник НКВД, був близький до Л. П. Берія, перед арештом — генерал-лейтенант. Депутат Верховної Ради СРСР 1—3-го скликань.

## Ранні роки
Народився в багатій вірменській родині. Батько Мамулова-Мамуляна був власником галантерейної крамниці в Тифлісі. Перше місце роботи Степана Мамулова — бляхар-паяльщик на приватному підприємстві з листопада 1917 по 1919 рік. У 1920 році закінчив п'ять класів 4-ї чоловічої гімназії Тифліса.
З лютого 1921 по січень 1922 працював у міліції в 10-му комісаріаті Тифліса. Член ВКП(б) з серпня 1921 року.
З лютого 1922 року служив у РСЧА, рядовий, секретар партбюро і військового комісара 3-го Грузинського стрілецького полку.
З травня 1922 по жовтень 1923 року — начальник організаційного відділення політичного відділу 1-ї Грузинської стрілецької дивізії РСЧА. З 1923 року Мамулов перебував на партійній роботі.

## На партійній роботі в Абхазії і Грузії
- листопад 1923 — березень 1924 — інструктор Абхазького обласного комітету КП(б) Грузії
- січень — березень 1924 — член редколегії газети «Трудова Абхазія»
- березень — червень 1924 — заступник відповідального редактора газети «Трудова Абхазія»
- червень 1924 — листопад 1925 — голова Абхазької Спілки працівників освіти
- листопад 1925 — березень 1926 — відповідальний секретар Сухумського повітового та міського комітетів КП(б) Грузії
- березень — жовтень 1926 — завідувач агітаційно-пропагандистським відділом Абхазького обласного комітету КП(б) Грузії
- жовтень 1926 — квітень 1927 — відповідальний секретар Сухумського повітового та міського комітетів КП(б) Грузії
- квітень 1927 — 30 серпня 1928 — інструктор ЦК КП(б) Грузії
- 30 серпня — 23 жовтня 1928 — завідувач інформаційного підвідділу ЦК КП(б) Грузії
- 23 жовтня 1928 — вересень 1929 — інформатор ЦК КП(б) Грузії
- вересень 1929 — квітень 1930 — помічник відповідального секретаря ЦК КП(б) Грузії
- квітень 1930 — січень 1931 — завідувач сектору партійного будівництва організаційного відділу ЦК КП(б) Грузії
- 1930 — січень 1931 — заступник завідувача організаційного відділу ЦК КП(б) Грузії
- З лютого по травень 1931 року навчався у Всесоюзній плановій академії в Москві

## На партійній роботі в Казахстані і Дніпропетровську
- травень 1931 — квітень 1932 — помічник 1-го секретаря Казахстанського крайового комітету ВКП(б)
- квітень 1932 — лютий 1933 — заступник відповідального редактора газети «Казахстанська правда»; відповідальний секретар Прибалхаського районного комітету ВКП(б) Казахської АРСР
- березень 1933 — березень 1934 — заступник секретаря партійного комітету (парткому), завідувач агітаційно-масового відділу парткому металургійного заводу імені Петровського в місті Дніпропетровську

## Знову в Грузії
- березень 1934 — квітень 1936 — заступник завідувача відділу радянської торгівлі Закавказького крайового комітету ВКП(б)
- 3 травня — 7 жовтня 1936 — заступник завідувача відділу керівних партійних органів ЦК КП(б) Грузії
- 7 жовтня 1936 — 21 жовтня 1937 — завідувач відділу керівних партійних органів ЦК КП(б) Грузії
- жовтень 1937 — лютий 1938 — 3-й секретар Тбіліського міського комітету КП (б) Грузії
- лютий — грудень 1938 — завідувач сільськогосподарського відділу ЦК КП(б) Грузії

## Робота в НКВД — МВС
Коли Берія був переведений на роботу в НКВС і почав просувати на керівні пости своїх довірених людей, Мамулов в грудні 1938 року був викликаний до Москви. Із 3 січня по 16 серпня 1939 року працював 1-м заступником начальника секретаріату НКВС СРСР. З 16 серпня 1939 по 26 квітня 1946 року — начальник секретаріату НКВС—МВС СРСР.
З 24 квітня 1946 по 12 березня 1953 року — заступник міністра внутрішніх справ СРСР. У цій якості курував Головне управління таборів гірничо-металургійних підприємств, Управління таборів лісової промисловості, Дальбуд, а також Управління матеріально-технічного постачання МВС, Плановий відділ МВС. Головне архівне управління МВС, Відділ перевезень МВС, 2-й (оперативна техніка) і 3-й (Державне сховище цінностей) спецвідділи МВС. До 1951 року у підпорядкуванні Мамулова знаходилися в основному табірні управління МВС.

## Падіння
Після смерті Сталіна та об'єднання МВС і МДБ під керівництвом Берії Мамулов знову очолив Секретаріат нового об'єднаного міністерства (12 березня — 10 квітня 1953) і став членом Колегії МВС СРСР (12 березня — 10 квітня 1953).
10 квітня 1953 був знятий з цих посад і відправлений до Грузинської РСР як завідувач відділу партійних, комсомольських та профспілкових кадрів ЦК КП Грузії. (За твердженням Цанави — із залишенням в діючому резерві МВС СРСР).
Після арешту Берії 30 червня 1953 року був знятий із посади та узятий під варту. 28 вересня 1954 року засуджений Військовою колегією Верховного суду СРСР до 15 років позбавлення волі.
Весь термін ув'язнення відбув у Володимирській тюрмі. 28 червня 1968 року звільнений.

## Звання
- старший майор державної безпеки (3.01.1939)
- комісар державної безпеки 3-го рангу (14.02.1943)
- генерал-лейтенант (9.07.1945)

## Нагороди
- два ордени Леніна (8.02.1949, 19.09.1952)
- два ордени Червоного Прапора (26.04.1940, 27.09.1943)
- орден Вітчизняної війни І ст. (24.02.1945)
- два ордени Червоної Зірки (8.03.1944, 1951)
- медаль «За бойові заслуги»
- медаль «За оборону Москви»
- медаль «За оборону Кавказу»
- медаль «За перемогу над Німеччиною у Великій Вітчизняній війні 1941—1945 рр.» (1945)
- медаль «За доблесну працю у Великій Вітчизняній війні 1941—1945 рр.» (1945)
- медаль «30 років Радянській Армії та Флоту»
- медаль «У пам'ять 800-річчя Москви»
- знак «Заслужений працівник НКВС» (19.12.1942)